# Братът на охлюва
„Братът на охлюва“ е български игрален филм (драма) от 2009 година на режисьора Иван Панев, по сценарий на Цветан Ангелов и Мартин Дамянов. Оператор е Иван Варимезов. Музиката във филма е композирана от Румен Бояджиев – син.

## Сюжет
Истината е ключ към човешкото щастие, но до нея се стига трудно. Малкият брат Лъчо е двигател на промяната в семейните отношения. Неговата смелост и воля за живот се спъват в комплексите на големия му брат и малодушието на баща им. Отчаян от кризата, Лъчо търси начин за семейно благополучие отвъд границата на човешките норми. Резултатът не е изход, а друга разруха. Брат му Пламен е пасивен и блокиран от страхове, самосъжаление и чувство за вина. Той знае истината за стара травма в семейството, останала без последствия за виновния. Виновен е техният чичо, Пламен е бил свидетел. Дали отмъщението ще разчисти пътя към щастието им?
Приятелката на Лъчо – Боряна единствена успява да запази равновесие в кривата на чувствата, разклатили всички. Тя безкористно предлага своята подкрепа, разбиране и опрощение с надежда за обща справедливост. Идеята за тази справедливост обаче не е във възмездието, а в израстването на всеки, преминал през своя вътрешен ад от страхове и самообвинения, събрал смелост за промяна на самия себе си .

## Актьорски състав
| В главните роли            | Изпълнител           |
| -------------------------- | -------------------- |
| Пламен                     | Веселин Анчев        |
| Лъчо                       | Боян Младенов        |
| Боряна                     | Лидия Инджова        |
| бащата Иван Огнянов        | Красимир Боков       |
| Стоян, чичото              | Любен Чаталов        |
| психоложката Еми Стефанова | Йоана Буковска       |
| майката                    | Цветана Горкиева     |
| Ина                        | Иванка Шекерова      |
| шефът                      | Веселин Мезеклиев    |
| книжарката                 | Гергана Данданова    |
| полицаят                   | Румен Григоров       |
| съседката                  | Агелина Маринова     |
| детето Пламен              | Георги Джуров        |
| играчът на билярд          | Дамян Дамянов        |
| крадецът                   | Христо Първанов      |
|                            | Стоян Ценев          |
|                            | Кристина Дъскотлиева |
|                            | Емил Радев           |
|                            | Антони Златарев      |
|                            | Цветислав Самарджиев |